# Петролеј (филм)
Петролеј је авантуристичка драма режисера Џека Конвеја у којој главне улоге играју: Кларк Гејбл, Спенсер Трејси, Клодет Колбер и Хеди Ламар.

## Улоге
| Глумац         | Улога                        |
| -------------- | ---------------------------- |
| Кларк Гејбл    | одрасли Џон Макмастерс       |
| Спенсер Трејси | Џонатан Санд                 |
| Клодет Колбер  | Елизабет Бартлет Макмастерс  |
| Хеди Ламар     | Карен Ванмир                 |
| Франк Морган   | Лутер Алдрич                 |
| Лајонел Атвил  | Хари Камптон                 |
| Чил Вилс       | заменик Хармони Џоунс        |
| Марион Мартин  | Витни                        |
| Мина Гомбел    | шпанска Ева 'Еви'            |
| Џо Јул         | Ед Мерфи                     |
| Хорис Мерфи    | Том Мерфи                    |
| Рој Гордон     | Мак Макрири                  |
| Ричард Лејн    | асистент окружног заступника |
| Кејси Џонсон   | Џек Макмастерс као дете      |
| Боби Кинтанија | Џек Макмастерс као беба      |